# Les Araignées de la nuit
Pour plus de détails, voir Fiche technique et Distribution.
Les Araignées de la nuit est un film français réalisé par Jean-Pierre Mocky, sorti en 2002.

## Synopsis
Durant une campagne présidentielle, dans une petite ville de province, cinq candidats sont assassinés à tour de rôle. Chargé de l'enquête, l'inspecteur Gordone suit la piste d'une mystérieuse organisation secrète, dirigée par un certain « l'Araignée ». Avant d'être tuée, la femme d'un candidat lui aussi mort lui a annoncé que son époux défunt l'avait démasqué. Mais son enquête est perturbée par le meurtre de son assistante ainsi que celui d'un candidat qui, avant d'être écrasé par une palette lors d'un discours sur un chantier, dénonce son rival politique, Dugland. Ce dernier se tue aussitôt. Alors que son investigation piétine, une série de hold-up ont lieu dans la région, servant probablement à financer l’un des derniers candidats en lice : Durand, Dufer et Dubois. Ils sont donc forcément condamnés ou complices. Secondé par la secrétaire de Dupond, Denise, Gordone  découvre que l’un des inspecteurs, Stobac, travaille en fait pour « l’Araignée » : il manipule des hommes politiques et organise les cambriolages. À son tour, il est assassiné. Durand est tué ainsi que Dufer alors qu'il s’apprêtait à faire des révélations à Gordone. 
Dubois est désormais président et tous les soupçons se portent sur lui. Gordone découvre que Denise est la sœur de Stobac et l'épouse de « l’Araignée » qui n'est d'autre que Dubois, qui fut l'amant de Dufer. Déguisés en policier, Gordone et Denise mettent un terme à l'existence de « l’Araignée » en l'asphyxiant avec du gaz, une technique qu'il a utilisée pour éliminer l'un de ses rivaux. 

## Fiche technique
- Titre français : Les Araignées de la nuit
- Réalisation : Jean-Pierre Mocky
- Scénario : Jean-Pierre Mocky et André Ruellan
- Chef-opérateur : Edmond Richard, Frank Van Vught
- Décors : Jean-Pierre Doucet
- Montage : Camille Caporal et Jean-Pierre Mocky
- Production : Jean-Pierre Mocky et Pierre Tourdes
- Pays d'origine :  France
- Format : couleurs
- Durée : 91 minutes
- Date de sortie : 17 avril 2002
- Genre : comédie policière

## Distribution
- Jean-Pierre Mocky : l'inspecteur Richard Gordone
- Patricia Barzyk : Denise Dupuy
- François Toumarkine : l'inspecteur Stobac
- Michel Bertay : M. Dubois
- Maurice Vallier : Maurice Durand
- Dominique Zardi : M. Dupond
- Jean Abeillé : Labray, le préfet de police
- Hervé Pauchon : le grand blond
- Rodolphe Pauly : Jacquinot
- Jackie Berroyer : le légiste en grève
- Françoise Michaud : Martine Solveg
- Nadia Vasil : Joséphine Durand
- Nicolas Ullmann : un serviteur de l'Araignée
- Jacques Du Mont : Dufer, le ministre
- Evelyne Harter : Victoria Dugland
- Adan Jodorowsky
- Jacky Sigaux : un truand